# Marco D'Alessandro
Marco D'Alessandro (Rome, 17 februari 1991) is een Italiaans voetballer die doorgaans speelt als middenvelder. In augustus 2024 verruilde hij Monza voor Catanzaro.

## Clubcarrière
D'Alessandro speelde in de jeugd van Lazio en maakte de opmerkelijke overstap naar aartsrivaal AS Roma. Op 21 maart 2009 debuteerde de middenvelder voor Roma in de Serie A tegen Juventus (1–4 nederlaag). In juli 2009 werd hij verhuurd aan Grosseto voor één seizoen. Grosseto had een optie tot koop, maar na dat jaar haalde Roma hem terug voor drieënhalve ton. Het jaar erna werd hij op huurbasis naar Bari gestuurd, dat een optie tot koop had van anderhalf miljoen euro. Vervolgens werd D'Alessandro verhuurd aan Livorno en in augustus 2011 werd hij gestald bij Hellas Verona.
In 2012 vertrok de middenvelder voor de vijfde maal tijdelijk naar een andere club. Cesena nam hem over met een optie tot koop. Roma besloot echter om hem voor de tweede maal terug te halen, dit keer voor een half miljoen euro. Op 4 juli 2014 verkaste D'Alessandro voor circa twee miljoen euro naar Atalanta Bergamo. Het seizoen 2017/18 bracht de middenvelder door op huurbasis bij Benevento. Voorafgaand aan het seizoen 2018/19 huurde Udinese de middenvelder voor één jaar.
De jaargang erna werd hij opnieuw verhuurd, nu aan SPAL. Die club ging tevens een verplichte optie tot koop aan. Na zijn definitieve komst speelde D'Alessandro nog een half seizoen voor SPAL, alvorens hij in januari 2021 naar Monza vertrok. Medio 2023 huurde Pisa hem met een optie tot koop. Deze optie werd niet gelicht en na een jaar keerde D'Alessandro terug naar Monza. Van die club mocht hij definitief vertrekken en hij tekende voor twee jaar bij Catanzaro.

## Clubstatistieken
| Seizoen | Club             | Competitie | Competitie | Competitie | Beker | Beker | Internationaal | Internationaal | Totaal | Totaal |
| Seizoen | Club             | Competitie | Wed.       | Dlp.       | Wed.  | Dlp.  | Wed.           | Dlp.           | Wed.   | Dlp.   |
| ------- | ---------------- | ---------- | ---------- | ---------- | ----- | ----- | -------------- | -------------- | ------ | ------ |
| 2008/09 | AS Roma          | Serie A    | 3          | 0          | —     | —     | 0              | 0              | 3      | 0      |
| 2009/10 | → Grosseto       | Serie B    | 29         | 1          | 1     | 0     | —              | —              | 30     | 1      |
| 2010/11 | → Bari           | Serie A    | 11         | 0          | 2     | 1     | —              | —              | 13     | 1      |
| 2010/11 | → Livorno        | Serie B    | 13         | 0          | 0     | 0     | —              | —              | 13     | 0      |
| 2011/12 | → Hellas Verona  | Serie B    | 28         | 1          | 2     | 2     | —              | —              | 30     | 3      |
| 2012/13 | → Cesena         | Serie B    | 32         | 2          | 2     | 1     | —              | —              | 34     | 3      |
| 2013/14 | → Cesena         | Serie B    | 42         | 3          | 2     | 0     | —              | —              | 44     | 3      |
| 2014/15 | Atalanta Bergamo | Serie A    | 25         | 0          | 2     | 0     | —              | —              | 27     | 0      |
| 2015/16 | Atalanta Bergamo | Serie A    | 23         | 3          | 2     | 0     | —              | —              | 25     | 3      |
| 2016/17 | Atalanta Bergamo | Serie A    | 24         | 1          | 3     | 0     | —              | —              | 27     | 1      |
| 2017/18 | → Benevento      | Serie A    | 16         | 1          | 1     | 0     | —              | —              | 17     | 1      |
| 2018/19 | → Udinese        | Serie A    | 24         | 0          | 0     | 0     | —              | —              | 24     | 0      |
| 2019/20 | → SPAL           | Serie A    | 15         | 2          | 1     | 0     | —              | —              | 16     | 2      |
| 2020/21 | SPAL             | Serie B    | 12         | 1          | 1     | 0     | —              | —              | 13     | 1      |
| 2020/21 | Monza            | Serie B    | 18         | 2          | 0     | 0     | —              | —              | 18     | 2      |
| 2021/22 | Monza            | Serie B    | 35         | 3          | 1     | 0     | —              | —              | 36     | 3      |
| 2022/23 | Monza            | Serie A    | 8          | 0          | 3     | 0     | —              | —              | 11     | 0      |
| 2023/24 | → Pisa           | Serie B    | 23         | 3          | 1     | 0     | —              | —              | 24     | 3      |
| 2024/25 | Catanzaro        | Serie B    | 0          | 0          | 0     | 0     | —              | —              | 0      | 0      |
| Totaal  | Totaal           | Totaal     | 383        | 23         | 22    | 4     | 0              | 0              | 405    | 27     |

Bijgewerkt op 11 september 2024.

## Interlandcarrière
D'Alessandro speelde met Italië –19 op het EK –19 in 2010. Hier kreeg hij een rode kaart in het eerste duel. Op 8 oktober 2010 debuteerde de middenvelder voor Italië –21, toen met 3–0 verloren werd van Wit-Rusland –21.